# Таш-Кумырская ГЭС
Таш-Кумырская ГЭС (Ташкумырская ГЭС, кирг. Таш-Көмүр ГЭСи) — гидроэлектростанция на реке Нарын, выше города Таш-Кумыр в Джалал-Абадской области Кыргызстана. Расположена на границе Ноокенского и Аксыйского районов в 18 км ниже Курпсайской ГЭС, чуть ниже впадения в Нарын реки Кара-Суу. Входит в Нарын-Сырдарьинский каскад ГЭС. Эксплуатируется ОАО «Электрические станции», входит в филиал «Предприятие строящихся ГЭС».

## Общие сведения
Таш-Кумырская ГЭС является средненапорной плотинной гидроэлектростанцией с приплотинным зданием ГЭС. Установленная мощность электростанции — 450 МВт, проектная среднегодовая выработка электроэнергии — 1555 млн кВт·ч. Сооружения гидроузла включают в себя:
- гравитационную бетонную плотину длиной 336,5 м и максимальной высотой 75 м. В центральной части плотины расположен поверхностный водосброс с двумя отверстиями размерами 8,6×12 м, пропускной способностью 600 м³/с каждое, перекрываемых сегментными затворами;
- правобережный строительно-эксплуатационный водосброс тоннельного типа, пропускной способностью 2093 м³/с. Состоит из оголовка башенного типа высотой 60 м, тоннеля корытообразного сечения 10×12 м, открытого лотка длиной 76 м, ступенчатого трамплина;
- водоприёмник здания ГЭС, башенного типа, высотой 51 м и длиной 67 м, трёхпролётный, оборудован плоскими аварийно-ремонтными затворами и сороудерживающими решётками;
- три железобетонных турбинных водовода диаметром по 9,5 м;
- здание ГЭС.

В здании ГЭС установлены три вертикальных гидроагрегата мощностью по 150 МВт, с радиально-осевыми турбинами РО 75\3123-В-620, работающими при расчётном напоре 53 м. Гидротурбины изготовлены предприятием «Турбоатом». Турбины приводят в действие гидрогенераторы СВ-1260/185-60 УХЛ4, изготовленные предприятием «Элсиб». Электроэнергия с генераторов на напряжении 15,75 кВ подается на три трёхфазных силовых трансформатора ТЦ-200000/220 УХЛ1, а с них через открытое распределительное устройство (ОРУ) 220 кВ — в энергосистему.
Напорные сооружения ГЭС образуют Таш-Кумырское водохранилище площадью 7,8 км², его полная и полезная ёмкость водохранилища составляет 144,05 и 16 млн м³ соответственно, что позволяет производить недельное регулирование стока, отметка нормального подпорного уровня водохранилища составляет 628 м.

## История
Таш-Кумырская ГЭС была спроектирована Среднеазиатским отделением института «Гидропроект» как очередная ступень Нарын-Сырдарьинского каскада. Строительство гидроэлектростанции было начато в 1981 году управлением строительства «Нарынгидроэнергострой» на спаде работ по сооружению находящейся в 18 км выше по течению Курпсайской ГЭС. В 1985 году была перекрыта река Нарын. Первый гидроагрегат станции был пущен 22 декабря 1985 года, второй — 30 августа 1986 года и третий 30 сентября 1987 года. На проектную мощность станция была выведена в 2001 году. Официально строительство станции не завершено.